# Anoia (Hiszpania)
Anoia – comarca (powiat) w prowincji Barcelona, w Katalonii, w Hiszpanii. Jej stolicą jest Igualada. Region liczy 93 529 mieszkańców oraz 866,6 km² powierzchni.